# Белінг Дмитро Євстахійович
Белінг Дмитро Євстахійович  13 (26) вересня 1882, Санкт-Петербург, Російська імперія — 28 травня 1949, Геттінген, Західна Німеччина) — відомий український іхтіолог і гідробіолог.

## Біографія
Д. Є. Белінг народився 13 вересня 1882 р. в м. Санкт-Петербург (Російська імперія) в сім'ї юриста. У 1900 р. закінчив восьму петербурзьку класичну гімназію, вступив до Петербурзького університету. Потім перевівся на природниче відділення фізико-математичного факультету Університету Святого Володимира (Київ). Після закінчення його в 1909 р. був залишений при університеті. З 1912 р. виконував обов'язки лаборанта в зоологічній лабораторії Університету Св. Володимира.
У передреволюційний період викладав також в Київському політехнічному інституті, на Київських жіночих курсах. Потім почав працювати на Дніпровській біологічній станції. Біостанцію було засновано в 1907 р. З 1910 р. Київське товариство любителів природи почало будівництво будівлі під станцію в урочищі Чорторий на Трухановому острові. Будівництво станції було закінчено в 1911 р. Систематична робота на ній почалася з 1912 р. Труханів острів вважався зручним місцем для проведення досліджень прісноводної флори і фауни. Будівлю для Дніпровської біостанції було побудовано на кошти професора Університету Святого Володимира Миколи Кеппена — першого директора станції (1909–1910). Він заповідав станції всі свої заощадження і технічне обладнання. Після його смерті в 1910 р. деякий час станцію очолював Вагнер. З 1912 р. керував станцією і її ботанічним відділом ботанік-альголог В. І. Казановський; зоологічний відділ очолював Д. Є. Белінг (з 1911 р.); орнітологом станції був Шарлемань Микола Васильович.
У 1919-1920 роках був науковим секретарем Комітету вивчення фауни УАН.
З 1919 р. біостанція перебирається трохи вище від Києва по течії Дніпра, у район села Старосілля Київської області (урочище Гористе). У 1919 р. Д. Є. Белінг запрошений на роботу в Таврійський університет, але в 1921 р. повертається до Києва, і з 1922 р. знову очолює Дніпровську біостанцію, яка перейшла під егіду Всеукраїнської академії наук (ВУАН) в кінці 1921 р. У 1933-1934 роках очолював Сектор водних тварин Інституту зоології та біології ВУАН, який проіснував близько року. За рішенням Президії ВУАН 13 лютого 1934 станцію було перетворено в гідробіологічну станцію, куди перейшов і згаданий сектор. У 1935 р. Д. Є. Белінгу присвоюється ступінь доктора біологічних наук без захисту дисертації. Професор Д. Є. Белінг був директором станції з 1922 р. по 1937 р.
У 1932 р. у Всеукраїнській Академії наук почалися ідеологічні чистки. Під репресивний прес потрапив і Дмитро Євстахійович. На одному із засідань партійної фракції ВУАН записали в резолюцію: «Повний опортунізм і гнилий лібералізм в амністуванні відкрито реакційних буржуазних учених в Академії, як великодержавних, так і українських націонал-фашистів, наприклад: Кащенко, Шарлемань, Шмальгаузен, Белінг та ін…» (ЦДАГО України, ф. 1, оп. 20. спр. 5295, л. 8).
28 жовтня 1937 Д. Є. Белінг був заарештований за звинуваченням в «участі у контрреволюційній організації і занятті шпигунством». Після декількох допитів він зізнався, що ще до революції був членом масонської ложі «Зоря». Масонська ложа, яка функціонувала з 1910–1911 рр. в союзі Великого Сходу народів Росії. Можливо, продовжувала роботи ложі «Київська Зоря». Засідання проводилися в приміщенні землеробського синдикату на вул. Фундуклеївській (зараз — вул. Богдана Хмельницького). Згадується по 1916 р.
"Однак і працюючи на науково-дослідній роботі в галузі вивчення рослинних і тваринних водних організмів (гідрофауна, гідрофлора і гідроекологія), — говорив на допиті учений, — можливості для проведення шкідництва, яке було б відчутним для радянського господарства, у мене були дуже обмежені, незалежно від тих настроїв, які у мене були "(ЦДАГО України, ф. 261, оп. 1, спр. 44461, л. 61).
На запитання слідчого, хто ще був членом масонської ложі, вчений щиросердно назвав ще кілька людей, і серед них був згаданий Затонський Володимир Петрович, впливовий член ЦК КП(б)У, нарком освіти УРСР (у 1922–1924 і 1933–1938 роках). Цей момент, очевидно, дуже зацікавив чекістів, бо цей абзац підкреслять у «справі». Наступний допит вченого стосувався безпосередньої участі В. П. Затонського в масонській ложі.
У грудні 1937 р. Д. Є. Белінга відпускають додому, взявши підписку про невиїзд, а 21 березня його «справу» припинено, так як «останнім часом злочинна діяльність Белінга слідством не встановлена» (там само, стор. 79).
І якщо 9 жовтня 1937 р. Президія АН УРСР зняла Д. Белінга, як ворога народу, з посади директора гідробіологічної станції, то 24 лютого 1938 р. це рішення було скасовано, і вченого призначили керівником іхтіологічної станції (Архів при Президії АН України, ф . 251, оп. 1, спр. 65, л. 313).
10 червня 1941 р. професор Д. Є. Белінг став першим директором нещодавно створеного Гідробіологічного інституту АН УРСР.
22 червня 1941 р. почалася друга світова війна. Ось що пише про цей трагічний період учень професора Д. Є. Белінга відомий український зоолог О. П. Маркевич. "Вже в середині липня 1941 р. почалася евакуація. Київський університет був евакуйований в Кзил-Орду (Узбекистан). Почала підготовку до евакуації і Академії наук. У числі інших співробітників я отримав талон, в якому були позначені номери поїзда, вагонів і місця. Напередодні від'їзду, я зустрів професора Д. Є. Белінга. Він був дуже розгублений і пригнічений. З'ясувалося, що професор Д. Є. Белінг, не отримав евакуаційного талона. З великим жалем і болем, професор Д. Є. Белінг висловив свою образу на владу, яка не оцінила його самовіддане служіння науці ".
Посаду директора Гідробіологічного інституту Д. Є. Белінг займав і під час окупації Києва німецькими військами. У 1943 р. при німецькому відступі Д. Є. Белінг був евакуйований з кількома співробітниками і частиною майна інституту до Позена (нині Познань). Залишився в Німеччині, де незабаром став працювати професором Геттінгенського університету в Федеративній Республіці Німеччині. Помер 28 травня 1949 р. від раку шлунка.

## Основні напрямки наукової діяльності
Все своє життя вчений присвятив вивченню риб, інших тварин, рослин річки Дніпро, ставши до 30-х років одним з провідних українських фахівців в області іхтіофауни прісних водойм УРСР.
Не проходив він і повз питань охорони природи. Ще в 1914 р. брав участь у київській виставці охорони природи. На початку 20-х організовував під Києвом заповідник Конча-Заспа, в 1931 р. — заповідник Гористий. Керував експедиціями по гідробіологічних дослідженнях Дніпровських порогів, по вивченню водойм Вінницького округу та дослідженнями ставкових господарств Білоцерківського округу. Вивчав гідрологічні характеристики русла і стан дна річки Дніпро. З питань охорони риб часто виступав у журналі «Український мисливець і рибалка» (щомісячний ілюстрований журнал, почав видаватися з 1925 р.). Займався розведенням рідкісних риб у Дніпрі (стерлядь). Був активним членом Комісії краєзнавства при ВУАН, Українського комітету з охорони пам'яток природи та Управи гуртка друзів природи.

## Праці
- Белинг Д. Очерки по ихтиофауне р. Днепра // Тр. Днепр. биол. станции, 1914. — № 1.
- Сушкин П., Белинг Д. Определитель рыб пресноводных и морских Европейской России. — Петроград: Изд. М. и С.Сабашниковых, 1923.
- Белинг Д. Кілька слів про риб України // Укр. мисливець та рибалка. — 1925, № 6. — С. 18-19.
- Белинг Д. Пресные воды Украины и вопросы рыбного хозяйства // Естественные производит. силы УССР. — 1928. — С. 161–176.
- Белінг Д. Майбутні спроби збільшити кількість осятруватих по наших річках // Укр. мисливець та рибалка. — 1929. — № 2-3.
- Белінг Д. Гідрологічні і рибогосподарчі питання в проблемі Великого Дніпра // За Радянську Академію. — 1933. — № 5.
- Белінг Д. Дніпро та його рибні богатства. — К.: ВУАН, 1935. — 162 с.